# Championnat d'Afrique masculin de volley-ball 2007
Navigation
Édition précédente Édition suivante
Le 16e championnat d'Afrique de volley-ball masculin s'est déroulé du 16 au 22 septembre 2007 à Durban, Afrique du Sud. Il a mis aux prises les neuf meilleures équipes continentales.

## Classement 1-4
|  | Demi-finales                     | Demi-finales                     |                        |   | Finale                                      | Finale                                      |
|  | Demi-finales                     | Demi-finales                     |                        |   | Finale                                      | Finale                                      |
|  |                                  |                                  |                        |   |                                             |                                             |
|  | 21 septembre (25-22 25-22 25-18) | 21 septembre (25-22 25-22 25-18) |                        |   | 22 septembre (15-25 25-27 25-22 25-22 15-9) | 22 septembre (15-25 25-27 25-22 25-22 15-9) |
|  | 21 septembre (25-22 25-22 25-18) | 21 septembre (25-22 25-22 25-18) |                        |   | 22 septembre (15-25 25-27 25-22 25-22 15-9) | 22 septembre (15-25 25-27 25-22 25-22 15-9) |
|  | Égypte                           | 3                                |                        |   | 22 septembre (15-25 25-27 25-22 25-22 15-9) | 22 septembre (15-25 25-27 25-22 25-22 15-9) |
|  | Égypte                           | 3                                |                        |   | 22 septembre (15-25 25-27 25-22 25-22 15-9) | 22 septembre (15-25 25-27 25-22 25-22 15-9) |
|  | Cameroun                         | 0                                |                        |   | 22 septembre (15-25 25-27 25-22 25-22 15-9) | 22 septembre (15-25 25-27 25-22 25-22 15-9) |
|  | Cameroun                         | 0                                | Égypte                 | 3 |                                             |                                             |
|  | 21 septembre (25-14 25-19 25-20) |                                  | Égypte                 | 3 |                                             |                                             |
|  |                                  | Tunisie                          | 2                      |   |                                             |                                             |
|  | Tunisie                          | Tunisie                          | 2                      | 3 |                                             |                                             |
|  | Tunisie                          |                                  |                        | 3 |                                             |                                             |
|  | Afrique du Sud                   | 0                                |                        |   |                                             |                                             |
|  | Afrique du Sud                   | 0                                | Match pour la 3e place |   |                                             |                                             |
|  |                                  |                                  |                        |   |                                             |                                             |
|  | 22 septembre (25-19 26-24 25-17) |                                  |                        |   |                                             |                                             |
|  |                                  |                                  |                        |   |                                             |                                             |
|  | Cameroun                         | 3                                |                        |   |                                             |                                             |
|  | Cameroun                         | 3                                |                        |   |                                             |                                             |
|  | Afrique du Sud                   | 0                                |                        |   |                                             |                                             |
|  | Afrique du Sud                   | 0                                |                        |   |                                             |                                             |

## Classement final
| Place              | Équipe         |
| ------------------ | -------------- |
| Médaille d'or      | Égypte         |
| Médaille d'argent  | Tunisie        |
| Médaille de bronze | Cameroun       |
| 4                  | Afrique du Sud |
| 5                  | Kenya          |
| 6                  | Rwanda         |
| 7                  | Botswana       |
| 8                  | Zimbabwe       |
| 9                  | Mozambique     |

## Distinctions individuelles
- x